# Interessengemeinschaft Luftfahrt Fischamend

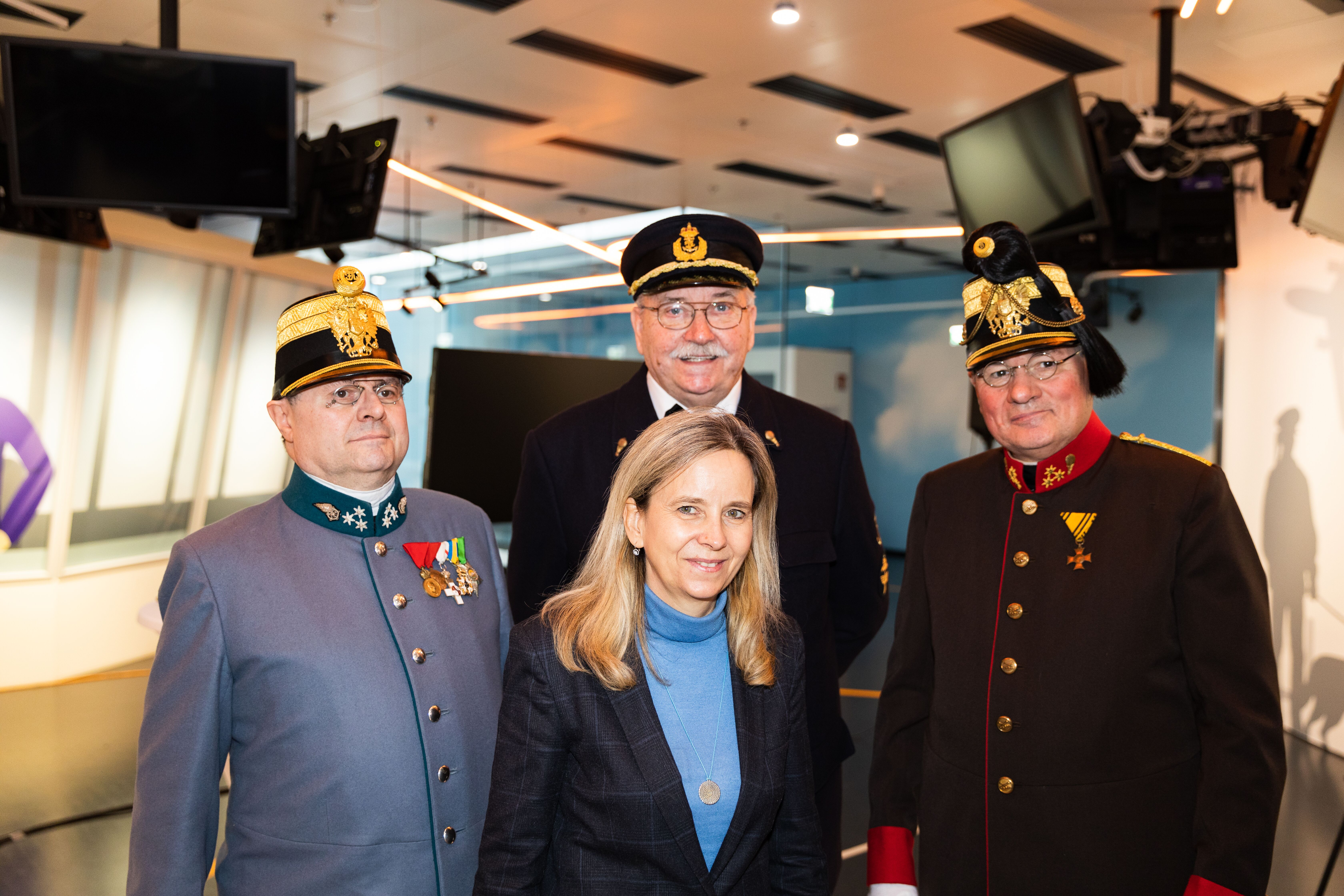
Der ILF-Vorstand mit Maria Camilla Habsburg-Lothringen Toskana in der Besucherwelt am Flughafen Wien.

Die Interessengemeinschaft Luftfahrt Fischamend (ILF) ist eine Interessengemeinschaft privater Historiker, Nachlasseigner und Modellbauer.
Die Interessengemeinschaft Luftfahrt Fischamend wurde im März 2016 offiziell als Verein gegründet. Er bearbeitet Themen zur österreichischen Luftfahrtgeschichte wie die Erforschung unterschiedlicher Aspekte der Aeronautik von Anbeginn bis in die Neuzeit, damit verbundene Archiv-, Ausstellungs-, Museums-, Publikations- und Modellbauprojekte sowie als gegenwärtigen Schwerpunkt die intensive, historisch fundierte Aufarbeitung der Rolle Fischamends in der Entwicklung der Luftfahrt von 1908 bis zur Gegenwart. Schwerpunkt ist dabei die k.u.k. Militär-Aeronautische Anstalt von 1908 bis 1920.

## Projekte
In den Jahren 2000 bis 2002 wurde durch den Präsidenten der ILF das Bergeprojekt Treher initiiert. Er publizierte nach erfolgreicher Flugzeughebung in den Donauauen bei Fischamend zwei Bücher zum Thema.
Folgende Projekte wurden in enger Zusammenarbeit mit der HTL Mödling als Diplomarbeiten verwirklicht:
- Körting-Luftschiffhalle der Militär-Aeronautischen Anstalt Fischamend 1909 im Modell (Abteilung Innenarchitektur)[3][4]
- Stagl-Mannsbarth-Luftschiffhalle in der MAA Fischamend 1910 im Modell (Abteilung Innenarchitektur)[5]
- Luftschrauben-Prüfstand und Propellerwindkanal in der MAA 1916 im Modell (Abteilung Maschinenbau und Innenarchitektur)l[6][7]

Zudem sind folgende Diplom-Projekte in Planung bzw. Ausarbeitung:
- Wasserstoff-Gasfabrik in der MAA Fischamend 1910 im Modell (Abteilung Maschinenbau)
- Wenzel-Hartl Fliegerhangar in der MAA 1911 im Modell (Abteilung Holztechnik)
- Körting-Luftschiffhalle Digitalmodell (Abteilung Innenarchitektur)

Weitere realisierte ILF-Projekte im Modell sind:
- Hubschrauberentwicklung in Fischamend 1916 bis 1918, Fesselhubschrauber PKZ[8]
- Luftschrauben-Dekopiermaschine der MAA Fischamend[9][10]
- Luftschrauben-Kopierfräsmaschine der MAA[11]
- Gondel des M.I Parseval
- Drachenflieger von Wilhelm Kress

### Veranstaltungen und Sonderausstellung HGM
Die Dependance des Heeresgeschichtlichen Museum am Fliegerhorst Hinterstoisser in Zeltweg zeigt die ILF-Ausstellung zur Militär-Aeronautischen Anstalt Fischamend.
Neben regelmäßiger Buchpräsentationen ihrer Mitglieder veranstaltete die ILF oder stand in unmittelbaren Bezug zu folgenden Veranstaltungen:
- Die große Vergangenheit Fischamends im Modell GOMO im HGM Wien
- 100 Jahre Erster Weltkrieg – Friedensflug Karl Habsburg
- Die Fliegerkurierlinie 1918 von Alexander Kustan am Flughafen Wien[15][16][17]
- 75 Jahre Der kleine Prinz – Erinnerung an das Lebenswerk des Autors und Fliegers Antoine de Saint-Exupery[18][19]
- ILF und Flughafen Wien präsentieren Historisches rund um die Flughafengründung im Besucherzentrum des Flughafens[20][21][22]
- Laura Wiesböck präsentiert ihr Buch In besserer Gesellschaft[23]
- Ausstellungseröffnung Bewegung in den Lüften am Flughafen Wien[24][25]
- Stadtgemeinde Fischamend und ILF: 20 Jahre Bergeprojekt Treher, Gedenken an Absturz und verunglückten Flugschüler
- ÖLAG - Die erste österreichische Fluglinie (Buchpräsentation und Ausstellung)
- Die Lokalbahn Schwechat-Fischamend-Götzendorf-Mannersdorf

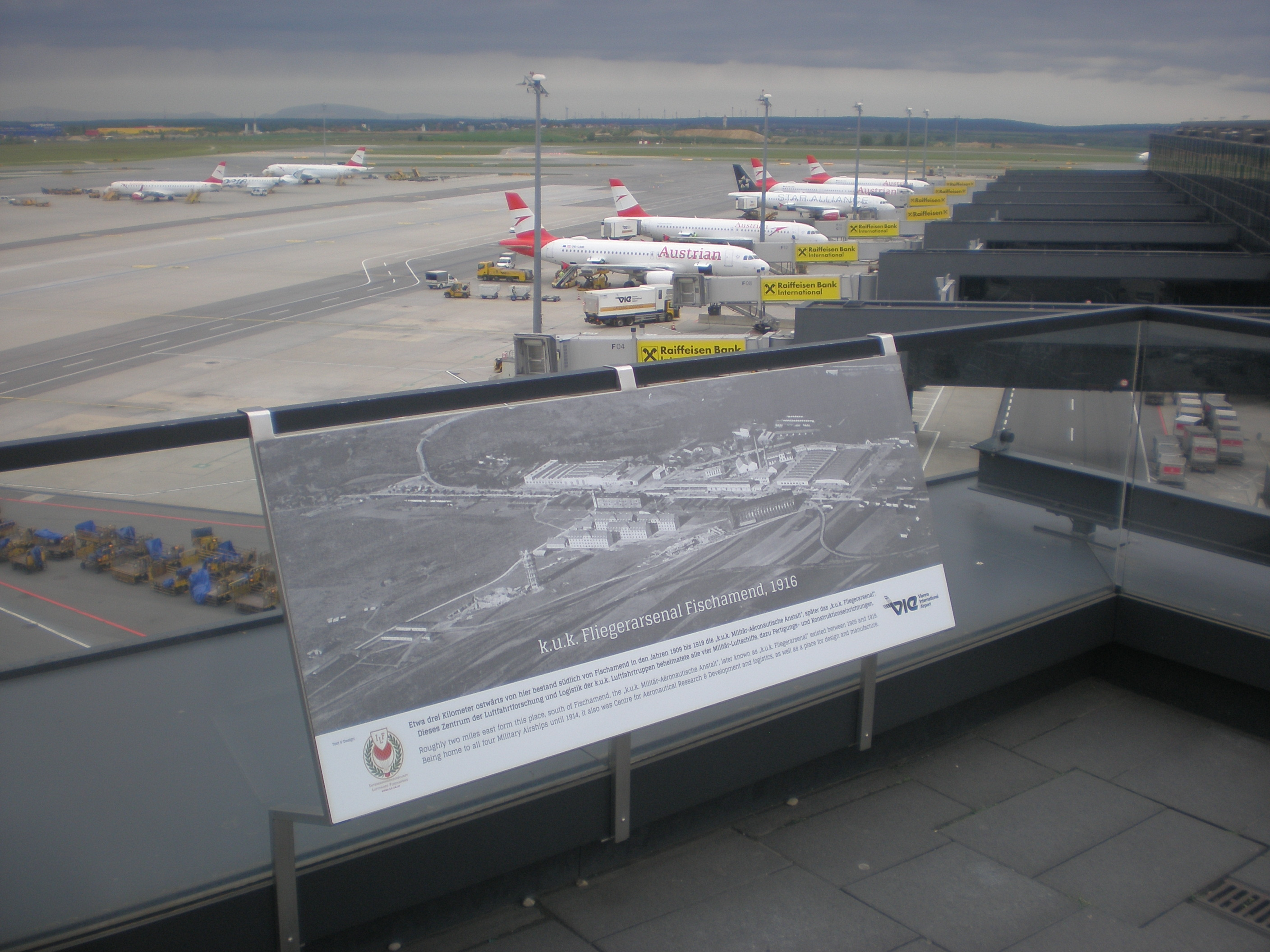
Tafel von VIE und ILF auf der Besucherterrasse zeigt das Fliegerarsenal im nahegelegenen Fischamend vor 100 Jahren.

### Fischamender Stadtbote
Die Interessengemeinschaft Luftfahrt Fischamend bringt in jeder Ausgabe einen Artikel zur historischen Luftfahrt-Forschungsstätte der Donaumonarchie in der Fliegerstadt Fischamend.

## Museum

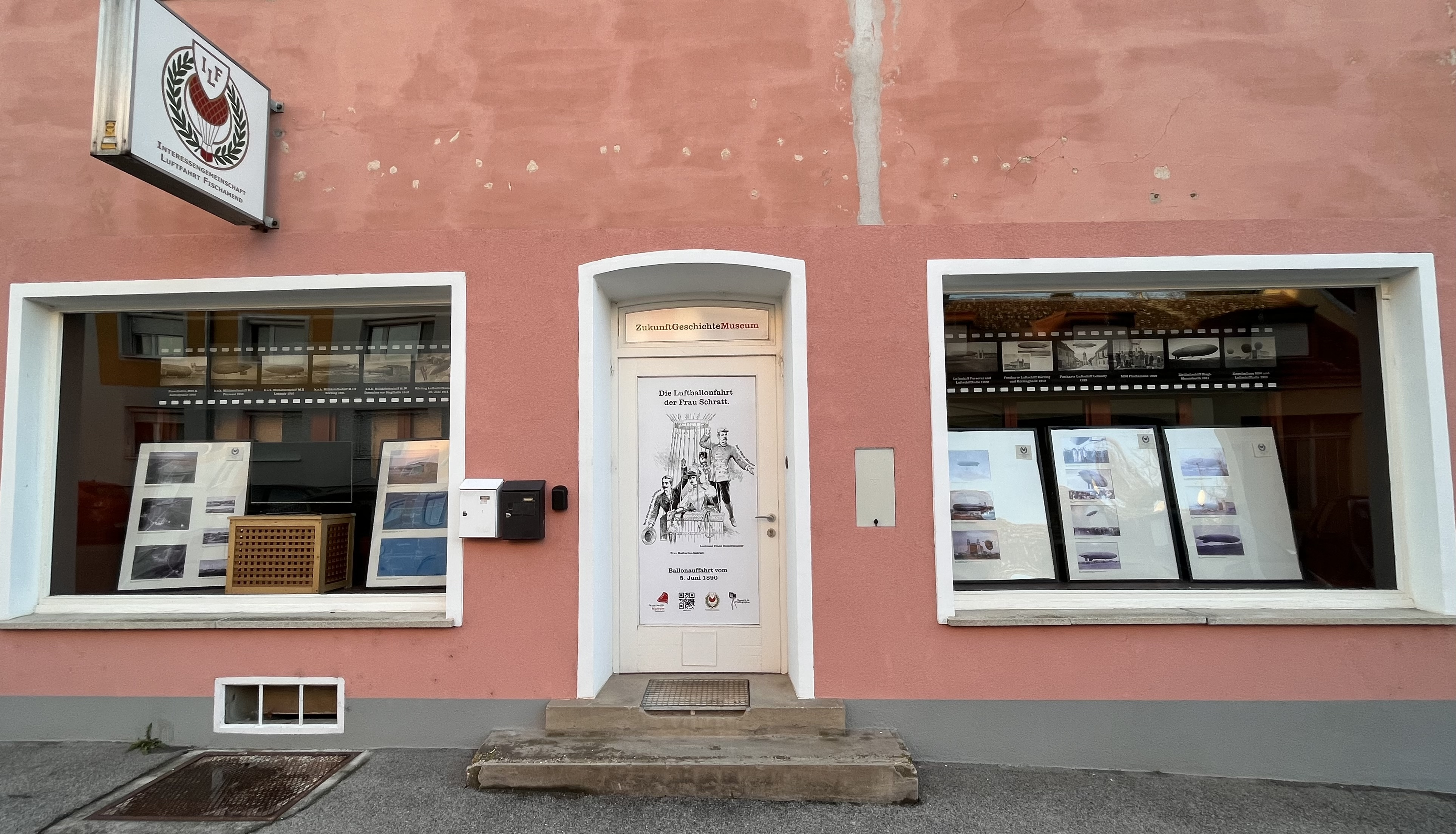
Das ILF-Luftfahrtmuseum in der Gregerstraße, vormals Hinterstoisser Straße.

Das ZukunftGeschichteMuseum ist ein Museumsprojekt von ILF-Luftfahrtmuseum und Feuerwehrmuseum. Die Museumskooperation verfolgt das Ziel, Ausstellungen außerhalb von Museumsmauern zu realisieren. Sie versteht sich als popUP.museum, das allerorts „aufpoppen“ kann. Das ZukunftGeschichteMuseum nutzt die Freiräume und die Infrastruktur der Stadt. Es hat zum Ziel, an die Plätze der Geschichten der Stadt zu führen, zu vernetzen und zu vermitteln. Neben den Standorten Feuerwehrmuseum und Luftfahrtmuseum mit Schaufenster werden auch in den Schaufenstern eines Kaffeehauses, in der Hainburger Straße, Ausstellungen zur Fischamender Luftfahrt-, Feuerwehr- und Zeitgeschichte präsentiert. Auch der Modellbahnclub Pressburger Bahn ist Teil dieser Museumskooperation. Er beteiligt sich mit einer Ausstellungsfläche im alten Bahnhofsgebäude.

## Publikationen
- Die k.u.k. Militär-Aeronautische Anstalt Band 1 – Die große Zeit der k.u.k. Luftschiffe 1908 bis 1914, Rudolf Ster, Reinhard Ringl
- Franz Hinterstoisser – Luftfahrtpionier und Kommandant der MAA Fischamend, Alexander Kustan, Reinhard Ringl
- Treher – einer der Jagdflieger werden sollte, Rudolf Ster, Reinhard Ringl
- Das Bergeprojekt „Treher“ (Absturz in den Fischamender Donauauen), Rudolf Ster
- Runter kommen sie alle – das Fliegerleben des Feldpiloten Franz Leo Sigl im Ersten Weltkrieg, Marion Meissner, Rudolf Ster, Reinhard Ringl
- Das Weihnachtswunder von 1938 JU-52 D-Anoy – vom Pamierflug bis zum Absturz im Wienerwald, Rudolf Ster, Reinhard Ringl
- Wolkenritt mit Gegenwind – aus dem Leben einer Stewardess in den späten 70er Jahren, Ira Knechtel
- Fischamend Geliebte Stadt – Gelebte Zeit, Adalbert Melichar (ILF-Ehrenmitglied)